# ماكس كول
ماكس كول (بالإنجليزية: Max Coll)‏ هو محامي وسياسي أمريكي، ولد في 26 فبراير 1932، وتوفي في 27 مارس 2014. حزبياً، نشط في الحزب الجمهوري والحزب الديمقراطي. وقد انتخب عضو مجلس نواب نيومكسيكو.